# Spinu, Vâlcea
Spinu este un sat în comuna Perișani din județul Vâlcea, Muntenia, România.

Satul Spinul are cea mai veche atestare cunoscută, mai precis la 1471, în timpul lui Radu cel Frumos, când acesta întărește lui Stanciu jumătate din sat : „A binevoit domnia mea cu a sa bunăvoință, cu inimă curată și luminată și am dăruit această atotcinstită și cu frumoasă față și preacinstită, care este deasupra tuturor cinstelor și darurilor această față de poruncă a domniei mele lui Stanciul cu fiii săi și cu fiaștrii săi, Bărbat și Ion, ca să le fie jumătate din Spin în 
Loviște, pentru că au cumpărat de la Vâlcan pe o mie de aspri. Și domniei mele i-au dat un  cal”[1].
Mențiunile asupra satului continuă și în următoarele secole, sub diverse forme. În sec XVI, într-un act emis de Mircea Ciobanul în 30 aprilie 1547, acesta întărește lui jupan Oprea cu fiii săi și nepoții de frate în urma unei judecăți „ ca să le fie ocină la Spinu din Loviște, oricât se vor alege părțile lor toate, însă din vechea ocină două părți, partea tatălui său Bărbat și partea fratelui său Ion, pentrucă le este veche și dreaptă ocină și dedină, încă și cumpărată dela Vâlcan, pentru 666 aspri.
Și iar sǎ le fie din delnița Poșascǎ jumǎtate, pentrucǎ le este veche și dreaptǎ ocinǎ și dedinǎ și iar cumpǎratǎ dela fiii lui Vâlcan, dela popa Comșa și dela fratele sǎu, pentru 600 aspri. Și iar sǎ le fie din douǎ ogoare douǎ pǎrți, iarǎși le este cumpǎrǎturǎ dela fiii lui Vâlcan, dela popa Comșa și dela fratele sǎu, pentru 200 aspri. 
Iar din aceste ocine mai sus scrise partea care se numește a lui Ion, a fost cotropitǎ de Dragomir și de fratele sǎu; iar jupan Oprea cu fiii sǎi și cu nepoții sǎi și-a scos-o cu dreaptǎ judecatǎ dinaintea rǎposatului Vintilǎ ‹voevod› și dinaintea lui Radul voevod Cǎlugǎrul, deasememnea și dinaintea domniei mele.
Iar dupǎ aceia, a fost cumpǎratǎ de fiii lui Dragomir, de Stanciul cu ceata sa, pentru 1700 aspri. Iar Oprea cu fiii sǎi și cu frații sǎi, ei au lepǎdat acei aspri 1700 dinaintea lui Radul voevod Cǎlugǎrul și încǎ i-a bǎtut și i-a rușinat Radul voevod. De aceia, Stanciul și cu ceata lui și Micșa cu ceata lui, sǎ nu aibǎ nicicun amestec peste aceste mai sus zise ocine, cǎci au rǎmas înaintea lui  Radul voevod Cǎlugǎrul. Și deasemenea au rǎmas de lege și dinaintea domniei mele”[2].
Se remarcă continuitatea stăpânirii proprietății din tată în fiu, aceste nume fiind întâlnite și în documentul de la 1471. De altfel, în acest document, emis în urma unei judecăți, mai apar referiri și la acte mai vechi emise de către Radu Paisie și Vlad Vintilă. În același document apare amintit „slugii domniei mele Oprea cu fiii și cu nepoții săi”, numit în continuare jupan. Acest lucru demonstrează existența în această zonă a unei structuri social-politice medievale integrate în societatea vremii. 
O altă caracteristică este forma de deținere a proprietății. Aceasta este în cadru asociativ (familii, neamuri, cete). De exemplu, Dragomir și frații săi, fiii lui Vîlcan, popa Comșa și frații săi, Stanciu cu ceata sa etc…
La 1583 este amintit iar Spinul din Loviște, într-un act a lui Mihnea Voevod : „Dă domnia mea această poruncă a domniei mele jupan Ioan logofăt și jupanița Neacșa, ca să le fie ocinele lor în Iașii de Jos și în Burdea și în Spinul din Loviște cu vatra și din câmp și din apă și din pădure  și din case și cu toate averile vii și moarte, pentru că le sunt vechi și drepte averi și ocine de moștenire și făcute sau nefăcute. Iar după aceia, mai sus spușii oameni Ioan logofăt și jupanița Neacșa i-a apucat vremea bătrâneții și întru aceasta, Dumnezeu nu le-a dat nici fiii, nici fiice din trupul lor, ci au socotit ca după moartea lor să rămână ocinile și averile și s-a ridicat jupan Ioan logofăt, de și-a luat un nepot al său de soră, anume Badea. Astfel jupanița Neacșa iar și-a luat o nepoată a ei…din inimă, numele ei Neacșa, apoi s-au unit după legea lui dumnezeu”[3].
Acest document nu este un simplu act de întărire a unei proprietăți, ci un veritabil contract de înfiere cu clauză de întreținere, pentru că se specifică în continuare : „Însă cât vor fi încă vii acești bătrâni, acești nepoți ai lor să-i cinstescă și să-i asculte foarte ca pe niște părinți dela inimă, iar dacă nu-i vor cinsti și nu vor păzi poruncile lor ci înfrățire să nu aibă…..nicio treabă cu averile unchilor lor niciodată”[4].
Un alt document în care este amintit satul Spinul este emis de cǎtre Matei Basarab în 1632, prin care scutește plǎieșii din acest sat, fugiți în Transilvania de dǎrile domnești : „ de gǎleatǎ cu fân, de oaie seacǎ, de cal, de bou, de cǎșǎrie și de alte slujbe, cum sînt alalți plǎiași ertați”[5]. Totuși, se menține obligativitatea de a pǎzi și îngriji cǎile de comunicații dintre Transilvania și Țara Româneascǎ, precum și podul de la Jiblea, de peste Olt. 
[1]Panaitescu, P.P, Mioc, D (1966), Documenta Romaniae Historica, B., Țara Românească(1247-1500), vol.I, Editura Academiei R.S.R., p.233-234, documentul 139.
[2] Mioc, D. (1981), D.R.H., B, Țara Românească (1536-1550), vol.IV, Editura Academiei R.S.R, p.352, doc. 369
[3] Mioc, D (1972), D.R.H.,B, Țara Românească (1581-1584), IX, p.98-99, doc. 103  
[4] Ibidem, p.99

[5] Mioc, D (1969), D.R.H., B, Țara Românească (1630-1632), XXIII, p.621-622, doc 423
 Acest articol despre o localitate din județul Vâlcea este deocamdată un ciot. Puteți ajuta Wikipedia prin completarea lui.